# Еш (Бернкастель-Віттліх)
Еш (нім. Esch) — громада в Німеччині, розташована в землі Рейнланд-Пфальц. Входить до складу району Бернкастель-Віттліх. Складова частина об'єднання громад Віттліх-Ланд.
Площа — 2,29 км2. Населення становить 409 ос. (станом на 31 грудня 2020).